# Megalobulimus proclivis
Megalobulimus proclivis је пуж из реда Stylommatophora и фамилије Strophocheilidae. 

## Угроженост
Ова врста је крајње угрожена и у великој опасности од изумирања.

## Распрострањење
Бразил је једино познато природно станиште врсте.

## Станиште
Врста Megalobulimus proclivis има станиште на копну.